# Larvik (stacja kolejowa)
Larvik (no: Larvik stasjon) – stacja kolejowa w Larvik, w regionie Vestfold, w Norwegii. 
Stacja znajduje się na Vestfoldbanen, została otwarta w 1881 roku i położona jest 1,7 m n.p.m. i 158,66 km od Oslo Sentralstasjon.
Terminal promowy z połączeniem Larvik - Hirtshals był przez wiele lat oddalony tylko 300 m od stacji, ale obecnie po wybudowanu nowego terminala promowego w czerwcu 2008 odległość ta wynosi 2,5 km .